# Hayri Arsebük
Hayri Arsebük (* 8. Februar 1915; † 1943) war ein türkischer Basketballspieler.

## Karriere
Arsebük spielte zwischen 1932 und 1936 für Galatasaray Istanbul in der İstanbul Erkekler Basketbol Ligi; 1934 gewann das Team die Meisterschaft. Unter Spielertrainer Rupen Semerciyan nahm er mit der türkischen Nationalmannschaft und seinen Teamkollegen Şeref Alemdar, Nihat Ertuğ, Jak Habib, Naili Moran, Kamil Ocak, Hazdayi Penso, Dionis Sakalak und Sadri Usuoğlu am olympischen Basketballturnier 1936 auf dem Berliner Reichssportfeld teil. Nach Niederlagen gegen Chile (16:30) und Ägypten (23:33) belegten die Türken den geteilten 19. und letzten Platz des Wettbewerbs.